# Musique à Petworth
Musique à Petworth est un tableau de Joseph Mallord William Turner. 
Ce tableau a choqué l'époque où il a été peint. Cette étude inachevée montre deux jeunes filles qui jouent du piano. Turner a commencé à utiliser les taches de lumière vers 1829.
Il a été pendant de nombreuses années associé aux intérieurs de Petworth, mais a été plus récemment lié à la salle Octagon du château de East Cowes. L'hôtesse de Turner à Cowes était Mme John Nash, l'épouse de l'architecte qui était une pianiste accomplie.
Il existe cependant une troisième possibilité basée sur le fait que la figure centrale est basée sur un croquis au crayon enregistré lors du séjour de Turner à Paris en 1832. Ce dessin au crayon peut être un portrait hâtif de sa connaissance de la célèbre scientifique Mary Somerville, qui était aussi une musicienne talentueuse.
Si le décor est bien français, l'éclat et la lumière des tissus peuvent peut-être être une autre tentative d'évoquer le chatoiement de Watteau.